# Campeonato Sul-Americano de Clubes de Voleibol Masculino de 2013
O Campeonato Sul-Americano de Clubes de Voleibol Masculino de 2013 foi a edição do torneio chancelado pela Federação Internacional de Voleibol (FIVB), organizado pela Confederação Sul-Americana de Voleibol, sediado na cidade de Belo Horizonte-Brasil, no período de 8 a 12 de maio, e disputado entre  sete clubes do continente sul-americano em busca do título que confere ao vencedor a qualificação para o Campeonato Mundial de Clubes de Voleibol Masculino de 2013.Esta edição foi vencida pela primeria vez equipe argentina da UPCN.

## Clubes participantes
| Grupo A                                | Grupo B                                                         |
| -------------------------------------- | --------------------------------------------------------------- |
| Vivo/Minas UPCN Peerless Club Univalle | Buenos Aires Unidos RJX Vikingos de Miranda Club Carmelo Rowing |

## Primeira fase
|  | Clubes qualificados para as semifinais |

### Grupo A
|     |            |     | Jogos | Jogos | Jogos | Sets | Sets | Sets  | Pontos | Pontos | Pontos |
| Pos | Equipe     | Pts | T     | V     | D     | V    | P    | R     | V      | P      | R      |
| --- | ---------- | --- | ----- | ----- | ----- | ---- | ---- | ----- | ------ | ------ | ------ |
| 1   | Vivo/Minas | 4   | 2     | 2     | 0     | 6    | 1    | 6.000 | 171    | 122    | 1.402  |
| 2   | UPCN       | 3   | 2     | 1     | 1     | 4    | 3    | 1.333 | 150    | 147    | 1.020  |
| 3   | Peerless   | 0   | 0     | 0     | 0     | 0    | 6    | 0.000 | 98     | 150    | 0.653  |

| Data   |            | Placar |          | 1º Set | 2º Set | 3º Set | 4º Set | 5º Set | Total |
| ------ | ---------- | ------ | -------- | ------ | ------ | ------ | ------ | ------ | ----- |
| 8 mai  | Vivo/Minas | 3–0    | Peerless | 25-15  | 25-21  | 25-11  |        |        | 75-47 |
| 9 mai  | Vivo/Minas | 3–1    | UPCN     | 25-13  | 21-25  | 25-14  | 25-23  |        | 96-75 |
| 10 mai | Peerless   | 0–3    | UPCN     | 17-25  | 22-25  | 12-25  |        |        | 51-75 |

### Grupo  B
|     |                     |     | Jogos | Jogos | Jogos | Sets | Sets | Sets  | Pontos | Pontos | Pontos |
| Pos | Equipe              | Pts | T     | V     | D     | V    | P    | R     | V      | P      | R      |
| --- | ------------------- | --- | ----- | ----- | ----- | ---- | ---- | ----- | ------ | ------ | ------ |
| 1   | Buenos Aires Unidos | 6   | 3     | 3     | 0     | 9    | 2    | 4.500 | 265    | 210    | 1.262  |
| 2   | RJX                 | 5   | 3     | 2     | 1     | 7    | 3    | 2.333 | 238    | 187    | 1.273  |
| 3   | Vikingos de Miranda | 4   | 3     | 1     | 2     | 3    | 6    | 0.500 | 214    | 222    | 0.964  |
| 4   | Club Carmelo Rowing | 3   | 3     | 0     | 3     | 0    | 9    | 0.000 | 127    | 225    | 0.564  |

| Data   |                     | Placar |                     | 1º Set | 2º Set | 3º Set | 4º Set | 5º Set | Total |
| ------ | ------------------- | ------ | ------------------- | ------ | ------ | ------ | ------ | ------ | ----- |
| 8 mai  | Buenos Aires Unidos | 3–1    | Vikingos de Miranda | 25-22  | 20-25  | 25-15  | 25-20  |        | 95-82 |
| 8 mai  | RJX                 | 3–0    | Club Carmelo Rowing | 25-7   | 25-21  | 25-7   |        |        | 75-35 |
| 9 mai  | Club Carmelo Rowing | 0–3    | Buenos Aires Unidos | 12-25  | 15-25  | 14-25  |        |        | 41-75 |
| 9 mai  | RJX                 | 3–0    | Vikingos de Miranda | 25-17  | 26-24  | 25-16  |        |        | 76-57 |
| 10 mai | Vikingos de Miranda | 3–0    | Club Carmelo Rowing | 25-23  | 25-14  | 25-14  |        |        | 75-51 |
| 10 mai | RJX                 | 1–3    | Buenos Aires Unidos | 25-20  | 23-25  | 19-25  | 20-25  |        | 87-95 |

## Fase final

### Semifinais
| Data   |                     | Placar |      | 1º Set | 2º Set | 3º Set | 4º Set | 5º Set | Total |
| ------ | ------------------- | ------ | ---- | ------ | ------ | ------ | ------ | ------ | ----- |
| 11mai  | Vivo/Minas          | 3–0    | RJX  | 27-25  | 25-17  | 25-20  |        |        | 77-62 |
| 11 mai | Buenos Aires Unidos | 1–3    | UPCN | 23-25  | 24-25  | 25-21  | 20-25  |        | 96-92 |

### 5º e 6º lugar
| Data   |                     | Placar |          | 1º Set | 2º Set | 3º Set | 4º Set | 5º Set | Total |
| ------ | ------------------- | ------ | -------- | ------ | ------ | ------ | ------ | ------ | ----- |
| 11 mai | Vikingos de Miranda | 3–0    | Peerless | 25-27  | 22-25  | 15-25  |        |        | 62-77 |

### 3º e 4º lugar
| Data   |     | Placar |                     | 1º Set | 2º Set | 3º Set | 4º Set | 5º Set | Total |
| ------ | --- | ------ | ------------------- | ------ | ------ | ------ | ------ | ------ | ----- |
| 12 mai | RJX | 3–0    | Buenos Aires Unidos | 25-19  | 25-20  | 25-18  |        |        | 75-57 |

### Final
| Data   |            | Placar |      | 1º Set | 2º Set | 3º Set | 4º Set | 5º Set | Total |
| ------ | ---------- | ------ | ---- | ------ | ------ | ------ | ------ | ------ | ----- |
| 12 mai | Vivo/Minas | 0–3    | UPCN | 28-30  | 17-25  | 28-30  |        |        | 73-85 |

## Classificação final
| Posição | Equipe              |
| ------- | ------------------- |
| Gold.   | UPCN                |
| Silver. | Vivo/Minas          |
| Bronze. | RJX                 |
| 4       | Buenos Aires Unidos |
| 5       | Vikingos de Miranda |
| 6       | Peerless            |
| 7       | Club Carmelo Rowing |

|  | Qualificado para o Campeonato Mundial de Clubes de Voleibol Masculino de 2013 |

| Campeonato Sul-Americano de Clubes de Voleibol Masculino de 2013 |
| ---------------------------------------------------------------- |
| UPCN 1º título                                                   |

## Premiações individuais
| MVP (Most Valuable Player) | Demián González   | UPCN                | Argentina |
| Maior Pontuador            | Lucas Saatkamp    | RJX                 | Brasil    |
| Melhor bloqueador          | Júnior            | UPCN                | Brasil    |
| Melhor sacador             | Ricardo Lucarelli | Vivo/Minas          | Brasil    |
| Melhor líbero              | Sebastián Garrocq | UPCN                | Argentina |
| Melhor levantador          | Demián González   | UPCN                | Argentina |
| Melhor Recepção            | Rodrigo Quiroga   | Vivo/Minas          | Argentina |
| Melhor Defesa              | Nicolás Uriarte   | Buenos Aires Unidos | Argentina |